# Bara (Djibasso)
Pour les articles homonymes, voir Bara.
Bara est une commune située dans le département de Djibasso de la province de Kossi au Burkina Faso.

## Géographie
Les coordonnées géographiques sont 12°59'37.1"N 4°15'01.4"W.